# Синдром Неймеген
Синдро́м Не́ймеген (також — синдром хромосомних поломок Неймеген, Неймегенський синдром, англ. Nijmegen breakage syndrome (NBS); також іноді неправильно передають назву як «синдром Німеген або Ніймеген») — хромосомна нестабільність, поширена у слов'ян, яка характеризується клінічним синдромом, що включає мікроцефалію, комбіновану з первинним імунодефіцитом, підвищеною чутливістю до радіоактивного випромінювання та високою схильністю до лімфоїдних пухлин. Синдром Ніймеген входить до групи станів із хромосомною нестабільністю, куди належать ще анемія Фанконі, пігментна ксеродерма, синдром Блума і телеангіоектазійна атаксія.

## Етимологія
Незвичайна назва пов'язана з голландським містом Неймеген (нід. Nijmegen, МФА: [ˈnɛi̯ˌmeːɣə(n)]; раніше — нім. Nimwegen), в університетській клініці якого в 1981 році синдром вперше описали.

Схема аутосомно-рецесивного типу успадкування, яке відбувається при синдромі Неймеген.

## Клінічні прояви
Фенотипічні відмінності синдрому хромосомних поломок Неймеген — мікроцефалія, комбінований імунодефіцит, характерні зміни лицьового скелета особи за типом «пташиного»: скошений лоб, гіпоплазія нижньої щелепи, яка виступає вперед середня частина обличчя, з великим носом. У більшості хворих відзначається монголоїдний розріз очей, диспластичне вухо, коротка шия, гіпертелоризм. Синдром успадковується за аутосомно-рецесивним типом. Ген синдрому Неймеген розташований на довгому плечі хромосоми 8, виявлено у 1998 році й названо NBS1. Цей ген кодує синтез нібріну — білка з молекулярною масою 95 кДа, який бере участь у відновленні розривів двониткової ДНК. Нібрін (Р95) забезпечує взаємодію між двома білками: h Mre 11 u Rad 50 і контролює репарацію парних розривів двоспіральної ДНК, індукованих іонізуючим випромінюванням або нормальними процесами — мейотичними реакціями та мітотичною VDG реаранжировкою у зрілих лімфоцитах. На основі відновленої згодом ДНК забезпечується синтез різноманітних специфічних антитіл Т-клітинних рецепторів. Синтез антитіл та рецепторів забезпечує не тільки сама по собі імунну відповідь, але і дозрівання Т- і В-лімфоцитів. Двониткові розриви ДНК також регулярно виникають в процесі кросинговеру при мейозі (пацієнти з атаксією-телеангіектазією страждають безпліддям, спричиненим недостатністю функцій яєчників). Процеси, які нагадують рекомбінацію генів імуноглобулінів у пацієнтів із синдромом Неймеген, відбуваються при дозріванні нейронів головного мозку, що, ймовірно, і викликає мікроцефалію, розумові порушення.
З 55 хворих, описаних в регістрі синдрому Неймеген, 44 є носіями однієї і тієї ж мутації в гені NBS1 — делеції 5 пар основ у екзонів 6 гена NBS1 — 657 del 5 або 657—661 del АСААА. Ця мутація призводить до зсуву рамки зчитування і появі передчасного стоп-кодону, яка визначає повну відсутність синтезу нібріну. Ця мутація гена NBS1 виявлена у 90 % хворих з цим синдромом, і всі хворі — слов'яни.
Крім того, при цьому синдромі описано ще 5 спонтанних мутацій, які зустрічаються і описані в Німеччині, Канаді, Італії, Мексиці, Англії, Голландії, Російській Федерації.
Ці 5 мутацій, які виникають при синдромі Неймеген, розташовуються як у 6-му, так і в інших екзонах і описані лише в окремих сімей. Висловлюють припущення про існування мутацій, які ведуть до інактивації нібріна або до зниження його синтезу, що призводить до м'якіших фенотипічних проявів.
Одним з основних клінічних проявів NBS є рецидивуючі інфекційні захворювання з 2-3-річного віку: часті ГРВІ, рідше — отити, ентероколіти, інфекція сечових шляхів, стоматити, хронічний бронхіт, що пов'язано з дефектами в гуморальній і клітинній ланках імунітету. Виявляють помірну лейкопенію і лімфопенію. Зменшено кількість клітин CD3 +, CD19 +, CD4 +, співвідношення CD4 + / CD8 +, рівні IgA, IgG, можливий дефіцит субкласу IgG 2.
Відзначають високу частоту онкозахворювань: у 60 % хворих в Польському і 73 % в Чеському національних реєстрах NBS. Ризик виникнення онкозахворювань у хворих з NBS в 50 разів вище, ніж в середньому в популяції, лімфоми — в 1000 разів вище. Більшість пухлин лімфоїдних органів виникають у віці до 20 років: неходжкінські лімфоми, лімфобластний лейкоз, лімфома Ходжкіна. Описано Мієлобластний гострий лейкоз, міоми, менінгіоми, медулобластоми, нейробластоми, рабдоміосаркоми, гонадобластоми, колоректальний рак, саркома Юїнга.

## Шкірні прояви захворювання
Шкірні прояви захворювання — це в першу чергу аномалії пігментації: плями гіпо-та гіперпігментації (вітиліго і забарвлення типу «кави з молоком»), псоріаз, шкірні телеангіектазії, пігментні невуси і гемангіоми, саркоїдоз з ураженням шкіри, раннє посивіння і випадання волосся.

## Кісткові зміни
Іноді спостерігають кісткові дефекти: клінодактілія мізинця та / або парціальна сіндактілія, дисплазія тазостегнових суглобів, Полідактилія; вади розвитку нирок, крипторхізм, гіпоспадія, агенезія мозолистого тіла, арахноідальні кісти, гідроцефалія, гіпоплазія трахеї, розщілини губ і піднебіння, атрезія хоан, кардіоваскулярні дефекти.

## Діагностика
При цитогенетичному обстеженні виявляють аберації хромосом.
Хворим з NBS необхідно обмежувати небезпечні променеві навантаження, у тому числі рентгенологічні обстеження. Комп'ютерна томографія протипоказана. Методом вибору є магнітно-резонансна томографія.

## Лікування
Лікування хворих з синдромом NBS включає замісну терапію внутрішньовенними імуноглобулінами при рівні IgG менше 2,5-3,0 г / л. Дітям з дефіцитом IgG 2 внутрішньовенні імуноглобуліни призначають у дозі 400—600 мг / кг 1 раз на місяць. Хворим на рецидивуючі та хронічні хвороби респіраторного тракту призначають постійні або періодичні курси антибіотикотерапії.
| захворювання | Це незавершена стаття про хворобу, синдром або розлад. Ви можете допомогти проєкту, виправивши або дописавши її. |